# Bani Dhibiane
 (mars 2016).
Si vous disposez d'ouvrages ou d'articles de référence ou si vous connaissez des sites web de qualité traitant du thème abordé ici, merci de compléter l'article en donnant les références utiles à sa vérifiabilité et en les liant à la section « Notes et références ».
Bani Dhibiane est une tribu yéménite dont la zone tribale se situe au sud-est de la capitale Sanaa. 